# 10332 Défi
(10332) Défi, denumire internațională (10332) Defi, este un asteroid din centura principală de asteroizi.

## Descriere
10332 Défi este un asteroid din centura principală de asteroizi. A fost descoperit pe 13 mai 1991 la Observatorul Palomar de Carolyn S. Shoemaker și David H. Levy. Asteroidul prezintă o orbită caracterizată de o semiaxă mare de 2,56 ua, o excentricitate de 0,15 și o înclinație de 15,7° în raport cu ecliptica.